# 東山堂 (武道具)
株式会社東山堂（とうざんどう）は、京都府京都市上京区に本社を置く武道用品を製造・販売する企業で、主に剣道、居合道、合気道を中⼼とする各種武道具や武道⽤品、古武道を専門的に取り扱っている。武道の伝統を大事にしながら常に新しい挑戦を続ける企業であり、武道具業界のリーディングカンパニーとして注目されている。ロゴマークの『武』は⽭（ほこ）を⽌める精神に則って『ほこどめ』としている。

## 主要事業
- 剣道具の製造と販売
- 剣道具の修理
- 武道具⽤⾐類の製造と販売
- 剣道⽤⽵⼑の製造と販売
- 居合用刀剣の製造と販売
- ⽇本⼑の買取と販売

## 沿革
- 1989年12月 - 京都府長岡京市で創業（資本金300万円）
- 1995年9月 - 京都市下京区に本社移転
- 1996年3月 - 資本金1000万円に増資
- 2002年2月 - 京都市上京区に本社移転
- 2007年3月 - 京都市左京区に聖護院店を開設
- 2009年6月 - 京都市左京区に縫製工場を増設
- 2009年8月 - 京都市左京区に京都武道具店を開設
- 2010年8月 - 滋賀県大津市大平に物流センターを開設
- 2010年12月 - 岩手県久慈市に武具工場を開設
- 2011年4月 - 資本金3850万円に増資
- 2014年12月 - 岩手県久慈市の武具工場に増資
- 2015年2月 - 株式会社ミツボシの事業継承
- 2016年3月 - 東京新宿区に東京ショールームを開設
- 2017年1月 - 有限会社神奈川八光堂がグループ傘下に入る
- 2017年11月 - 滋賀県大津市山百合が丘に物流センターを開設

## 概要
創業のきっかけとなったのは、創業者である木村隆彦が、イタリアの剣道チームが来日した際に通訳の仕事をしたことから始まる。当時海外における武道具の普及率は悪く、品質の高い日本の武道具が入手は困難であった。来日したイタリアの剣道チームが装着していた剣道具も決していい状態ではなかったことを受け、こういった海外で武道を修練している人たちに質の高い武道具を提供して役に立ちたいという思いで東山堂を1989年に設立することになる。
創業当初はダイレクトメールやカタログを作成し各国の道場などに配布したり、職人をヨーロッパ各地に送って修理をしたりして顧客の拡大に努めていた。95年にインターネットが少しずつ普及しだした時期をきっかけに、武道具業界ではいち早くインターネットで武道具が購入できるシステムを構築して世界的な武道の普及にも大きく貢献している。
2002年に現在の本社がある上京区に移転したのをきっかけに店舗運営と外商営業にも力を入れ地元の武道家はもとより全国のこだわりを持った武道家の支持を拡大している。さらに来店できない顧客にも高品質の武道具を提供できるよう、国内向け通販事業にも積極的に取り組み、いまでは剣道、居合道、合気道ではシェアトップになるほど、多くのファンを集めるようなった。
2007年の聖護院店の開店を皮切りに京都で合計三店舗、東京に一店舗と支店拡張にも成功し国内のみならず海外からの武道修練者や観光客の来店も多い。特に聖護院店は国内外のメディアでも取り上げられることが多く、海外の著名人やセレブなどの来店も頻繁である。
顧客の要望により多く応えることができるように自社工場の運営も行っており、剣道用の防具や、武道用衣類、居合用の刀剣など東山堂ならではのユーザーの目線にたった商品を自社工場や自社工房で生産し世に送り出し続けている。特に岩手県久慈市の工場は武道具全般を製造する国内でも稀少な工場でもある。そして2017年に滋賀県大津市山百合が丘に新しい物流センターを開設し、倉庫の総延べ床面積5000平方メートルの業界随一の規模を誇るロジスティクスを完成させた。
物販だけでなく、武道の普及にも大きく力を注いでおり、京都旧武徳殿において毎年錬成会を実施し世界レベルの選手と稽古ができる機会を提供しており、国内はもとより海外にも日本武道の美徳を広げる活動に対して積極的に参加している。さらには2015年には少年少女の剣道人口を増やしていこうという試みの一環として、サンリオや東映アニメーションといった企業とのコラボレーションし、HELLO KITTYやONE PIECEといった子供に人気のキャラクターを用いた武道具も紹介して好評を博した。

## 店舗

### 西陣店
東山堂の⻄陣本店の一階では、主に剣道防具や剣道衣、剣道袴などといった剣道具と合気道衣や合気道袴といったと合気道⽤品を中⼼に販売している。二階はスタッフルームとなっていて、三階には剣道防具の陳列が圧巻であり、博物館のような展示スペースとなっている。また本社には工房が併設されており、剣道防具、武道用衣類、居合用刀剣などを製造して見学も可能である。

### 聖護院店
京都では武道の聖地とされる旧武徳殿や京都武道センターのすぐそばには、日本⼑と甲冑を専⾨とした聖護院店があり、国内のみならず海外からもたくさんの来客がある。特に聖護院店の外装および内装は、アメリカ⼈の有名建築家ジェフリー・ムーサスのデザインによるもので、古い町屋の構造を生かしながらも、モダンで快適な空間をつくりあげ、国内のみならず海外のメディアからも取材を多数受けている。室町時代初期の太刀から現代の日本刀まで幅広い真剣の在庫を用意されている。さらに有名な戦国武将が所有した甲冑の精密な写しや、伝統的な平安調の優美な大鎧も陳列されているので、日本刀ファンだけでなく歴史ファンの来店も多い。ロンリープラネットやトリップアドバイザーといった有名な旅行ガイドにも観光スポットとして掲載されていて、いつも観光客で賑わっている。

### 京都武道具店
主に学生や初心者用のための剣道用具を揃えた店舗で、聖護院店と同様に旧武徳殿や武道センターに近間である。そのため練習前後に来店する顧客も多く、急に用具が必要になってもすぐに入手できるという便利さで剣道家からとても人気の高いお店である。

## 協賛活動
- 蠢動　-しゅんどう-（2013年公開）主人公の所有する大小揃えの刀剣の考証と製作
- 秘密 THE TOP SECRET（2016年公開）　訓練シーンの柔道衣の考証と製作
- 武曲（2017年公開）　主要登場人物の剣道防具や竹刀、関連商品の考証と製作
- 武蔵　-むさし-（2019年公開予定）　主要登場人物が所有する大小揃えの刀剣の考証と製作